# Istrița de Jos
Istrița de Jos – wieś w Rumunii, w okręgu Buzău, w gminie Săhăteni. W 2011 roku liczyła 315 mieszkańców. 